# Académie russe des sciences naturelles
L'académie russe des sciences naturelles (Российская академия естественных наук) est une société savante russe, non gouvernementale fondée sur le modèle d'une académie le 31 août 1990 à Moscou. Son objectif est d'œuvrer à une meilleure connaissance scientifique et humanitaire dans le domaine des sciences naturelles (au sens large) et des sujets qui s'y rapportent. Son blason est formé du portrait du scientifique Vladimir Vernadski (1863-1945).
L'académie comprend de nos jours vingt-quatre sections et une centaine de départements régionaux (comme celui de l'Arménie, fondé en 1997) ou thématiques, de centres d'études et de recherche, réunis en huit regroupements travaillant sur des sujets communs.
Cette académie est indépendante de l'académie des sciences de Russie qui a critiqué à plusieurs reprises le recrutement de certains des membres de l'académie des sciences naturelles qui n'ont pas selon elle le niveau de qualification suffisant en comparaison avec celui des membres de l'académie des sciences de Russie.
Son premier président était le géochimiste Dmitri Andreïevitch Mineïev (ru) (1935-1992). Elle a obtenu en tant qu'organisation non gouvernementale le statut de consultant au conseil économique et social des nations unies en 2002.
Elle est présidée depuis 1994 par le géophysicien Oleg Leonidovitch Kouznetsov (ru) (né en 1938).

## Quelques membres
- Ramazan Abdoulatipov
- Vladimir Arnold
- Mikhaïl Dmitriev
- Anatoli Fomenko
- Sergueï Kapitsa
- Sergueï Karpov (ru)
- Leonid Lazebnik
- Ivan Neoumyvakine
- Simon Schnoll
- Fritz-Albert Popp
- Heinrich Steinberg
- Membres honoraires : Boutros Boutros-Ghali
- Membres étrangers du Canada::
- Biswajit Bob Ganguly
- Roger I.C. Hansell
- Vladimir Bondarenko

## Source
- (ru) Cet article est partiellement ou en totalité issu de l’article de Wikipédia en russe intitulé « Российская академия естественных наук » (voir la liste des auteurs).